# Liste der Monuments historiques in Sainte-Vaubourg
Die Liste der Monuments historiques in Sainte-Vaubourg führt die Monuments historiques in der französischen Gemeinde Sainte-Vaubourg auf.

## Liste der Immobilien
| Bezeichnung       | Beschreibung            | Standort                 | Kennzeichnung | Schutzstatus | Datum | Bild           |
| ----------------- | ----------------------- | ------------------------ | ------------- | ------------ | ----- | -------------- |
| Kirche Notre-Dame | aus dem 16. Jahrhundert | südlich des Ortes (Lage) | PA00078509    | Classé       | 1862  | weitere Bilder |

## Liste der Objekte
| Bezeichnung                   | Beschreibung                                                                    | Standort                              | Kennzeichnung | Schutzstatus | Datum | Bild |
| ----------------------------- | ------------------------------------------------------------------------------- | ------------------------------------- | ------------- | ------------ | ----- | ---- |
| Zwei Portalflügel             | Holz, 15. Jahrhundert                                                           | in der Kirche Notre-Dame (Lage)       | PM08000484    | Classé       | 1875  |      |
| Skulptur Madonna mit Kind (1) | Stein, 16. Jahrhundert; im Départementsarchiv in Charleville-Mézières deponiert | in der Kirche Notre-Dame (Lage)       | PM08000487    | Classé       | 1956  |      |
| Linker Seitenaltar            | Altartisch und Retabel; Stein, Marmor, 17. Jahrhundert                          | in der Kirche Notre-Dame (Lage)       | PM08000489    | Classé       | 1976  |      |
| Relief Mariä Verkündigung     | Stein, 16. Jahrhundert                                                          | in der Kirche Notre-Dame (Lage)       | PM08000624    | Classé       | 1908  |      |
| Skulptur Madonna mit Kind (2) | Stein, 16. Jahrhundert; zerstört                                                | außen an der Kirche Notre-Dame (Lage) | PM08000486    | Classé       | 1911  |      |
| Vier Kirchenfenster           | aus dem 16. Jahrhundert                                                         | in der Kirche Notre-Dame (Lage)       | PM08000623    | Classé       | 1875  |      |
| Relief Anbetung der Könige    | Stein, 16. Jahrhundert                                                          | in der Kirche Notre-Dame (Lage)       | PM08000485    | Classé       | 1908  |      |
| Hauptaltar                    | Altartisch, Tabernakel und Retabel; Stein, Marmor, 17. Jahrhundert              | in der Kirche Notre-Dame (Lage)       | PM08000488    | Classé       | 1976  |      |
| Rechter Seitenaltar           | Altartisch und Retabel; Stein, Marmor, 17. Jahrhundert                          | in der Kirche Notre-Dame (Lage)       | PM08000490    | Classé       | 1976  |      |